# Ponceau de la Côtière
Le ponceau de la Côtière d'Erquy est un ouvrage d'art construit au début du XXe siècle par Louis Harel de la Noë pour la ligne  Yffiniac - Matignon des chemins de fer des Côtes-du-Nord.
Ses caractéristiques principales sont :
- 1 travée de 4 m